# Li Jiheng
Li Jiheng (chinesisch 李纪恒, Pinyin Lǐ Jìhéng; * Januar 1957 in Guigang, Autonomes Gebiet Guangxi) ist ein Politiker in der Volksrepublik China. 

## Leben
Li hat an der Universität Guangxi seinen Abschluss in Chinesisch gemacht. Danach genoss er ein berufsbegleitendes Postgraduiertenstudium an der Parteischule des Zentralkomitees der Kommunistischen Partei Chinas. Seinen Doktortitel in Betriebswirtschaft in der Fachrichtung Agrarwirtschaft erhielt er von der Chinesischen Akademie der Sozialwissenschaften. Heute ist er ein leitender Wirtschaftswissenschaftler. 

## Politik
Li trat im August 1979 in die Kommunistische Partei Chinas ein und begann seine politische Karriere im September 1980, als er in die Propagandaabteilung des Kreiskomitees Guixian der Kommunistischen Partei Chinas versetzt wurde.
Im August 1997 wurde Li Sekretär des Stadtkomitees der KPCh in Yulin und im September auf dem 15. Nationalkongress der KPCh zum stellvertretenden Mitglied des Zentralkomitees gewählt. Im Dezember wurde er Mitglied des Ständigen Ausschusses der KPCh der Autonomen Region Guangxi. Im Juni 2001 wurde er Sekretär des Kommunalkomitees der KPCh in Nanning und im Mai 2003 zum stellvertretenden Sekretär des Parteikomitees der Autonomen Region Guangxi ernannt.
Im Juli 2006 verließ Li seine Heimatstadt Guangxi, um stellvertretender Sekretär des Provinzkomitees der KPCh Yunnan zu werden. Im August 2011 wurde er zum Gouverneur der Provinz Yunnan ernannt. In der im Februar 2012 stattgefundenen Wahl wurde er als Gouverneur der Provinz Yunnan bestätigt.
Li war stellvertretendes Mitglied des 15., 16. und 17. sowie Mitglied des 18. und 19. Zentralkomitees der KPCh. 
Am 29. August 2016 beschloss das Zentralkomitee der KPCh, dass Li als Sekretär des Parteikomitees der Autonomen Region Innere Mongolei versetzt wird. Am 24. Februar 2018 wurde er zum Abgeordneten des 13. Nationalen Volkskongresses gewählt. Am 26. Oktober 2019 wurde er in das Ministerium für zivile Angelegenheiten versetzt. Er hatte das Amt bis zum 28. Februar 2022 inne, als er stellvertretender Vorsitzender des Ausschusses für Landwirtschaft und ländliche Entwicklung des Nationalen Volkskongresses wurde.